# Championnat d'Espagne de hockey sur glace 2004-2005
Saison précédente Saison suivante
La saison 2004-2005 est la 31e saison du championnat d'Espagne de hockey sur glace. Cette saison, le championnat porte le nom de Superliga Española.
Cette saison est marquée par l'élargissement du championnat à une septième équipe le Majadahonda HC. Cette expansion ne se réalisa pas sans mal puisque le club de la banlieue madrilène mettra longtemps à constituer un effectif digne de ce nom (tout du moins en nombre). Si on rajoute les retards administratifs dont ils ont fait preuve, on comprend pourquoi la Fédération espagnole de hockey sur glace a dû les pénaliser de 4 points.
Autre club en grande difficulté : Gasteiz. Les problèmes financiers sont tels que l'équipe présente souvent un effectif plus que réduit, voire déclare forfait tout simplement. Lors de la troisième journée, pour un déplacement à Madrid, les joueurs devront se passer d'entraîneur puisque celui-ci, comme le manager général, ont été licenciés pour des motifs économiques.
Finalement, les clubs de Jaca et de Puigcerdà font figure de favoris pour cette nouvelle saison. Le premier a su conserver la très grande majorité de son effectif de la saison dernière tandis que le second poursuit, imperturbablement, sa croissance par l'apport d'Ivan Gracia, un des meilleurs joueurs espagnols de tous les temps, passé entre autres par la prestigieuse WHL, sous l'œil attentif des scouts du Wild du Minnesota[réf. nécessaire].

## Clubs de la Superliga 2004-2005
- FC Barcelone
- ARD Gasteiz
- CH Jaca
- CH Madrid
- Majadahonda HC
- CG Puigcerdà
- Txuri Urdin

## Première Phase

### Classement
| # | Club           | Joués | V  | N | D  | bp:bc  | +/- | Points |
| - | -------------- | ----- | -- | - | -- | ------ | --- | ------ |
| 1 | CH Jaca        | 12    | 10 | 1 | 1  | 84:33  | +51 | 21     |
| 2 | CG Puigcerdà   | 12    | 10 | 0 | 2  | 71:21  | +50 | 20     |
| 3 | Txuri Urdin    | 12    | 6  | 2 | 4  | 44:43  | +1  | 14     |
| 4 | FC Barcelone   | 12    | 6  | 0 | 6  | 57:39  | +18 | 12     |
| 5 | CH Madrid      | 12    | 5  | 1 | 6  | 41:47  | -6  | 11     |
| 6 | ARD Gasteiz    | 12    | 1  | 0 | 11 | 24:65  | -41 | 3      |
| 7 | Majadahonda HC | 12    | 2  | 0 | 10 | 30:100 | -70 | 0      |

## Séries Finales

### Demi-finales
| Équipes      | 1 | 2 | Série |
| CG Puigcerdà | 1 |   | 0     |
| Txuri Urdin  | 5 |   | 1     |

| Équipes      | 1 | 2 | Série |
| FC Barcelone | 1 | 0 | 0     |
| CH Jaca      | 6 | 3 | 2     |

### Finale
| Équipes     | 1 | 2 | 3 | 4 | 5 | Série |
| CH Jaca     | 4 | 5 | 3 |   |   | 3     |
| Txuri Urdin | 0 | 3 | 2 |   |   | 0     |

CH Jaca est sacré Champion d'Espagne de hockey sur glace 2004-2005.